# Левітин Ігор Євгенович
Ігор Євгенович Левітін (нар. 21 лютого 1952, Цебрикове, Одеської обл.) — російський державний діяч. Помічник Президента РФ з 2 вересня 2013 року, секретар Державної Ради Російської Федерації
Міністр транспорту РФ (з 9 березня 2004 до 21 травня 2012 року).

## Життєпис
1973 — закінчив училище військових залізничних військ і військових сполучень в Ленінграді. У 1983 році закінчив Військову академію тилу і транспорту. Спеціальність — «інженер шляхів сполучення».
З 1970 року служив у армії.
З 1973 по 1976 рік служив в Одеському військовому окрузі на Придністровської залізниці. З 1976 по 1980 рік проходив службу в Південній групі військ.
З 1983 по 1985 рік обіймав посаду військового коменданта залізничної дільниці та станції Ургал на БАМі. Брав участь у стиковці «Золотого ланки».
З 1985 по 1994 рік працював на Московській залізниці на посаді військового коменданта ділянки, а потім — Заступника начальника військових сполучень.
З 1996 по 2004 рік працював в ЗАТ «Северстальтранс», з 1998 року — заступник генерального директора компанії. Курирував тему транспортного машинобудування, залізничних перевезень і роботу морських портів. Був акціонером низки компаній.
9 березня 2004 року призначений Міністром транспорту і зв'язку РФ.
20 травня 2004 — Міністр транспорту РФ.
З листопада 2008 року — голова Ради директорів ВАТ «Аерофлот».
Незважаючи на заборону законом «Про уряд» (ст. 11), займає посади голови Ради директорів ВАТ «Міжнародний аеропорт Шереметьєво» і ВАТ «Аерофлот».
Входив до Громадської ради при урядової комісії з реформи залізничного транспорту.
Входить в раду директорів відкритого акціонерного товариства «Об'єднана авіабудівна корпорація» (ВАТ «ОАК»). Президент Федерації настільного тенісу Росії. Одружений, має доньку.
З 2 вересня 2013 року — помічник Президента РФ.